# Baguazhang
Baguazhang (八卦掌) er et kinesisk kampkunstsystem baseret på principperne om De otte trigrammer. Rubriceres under de såkaldte indre kampstilarter, Neijia 內家. Navnet betyder "Otte trigram hånd".